# Hospital Infantil de las Californias
El Hospital Infantil de las Californias es un instituto de beneficencia privada con especialidades pediátricas, investigación de alto nivel y educación integral para la salud infantil localizado en la ciudad de Tijuana, Baja California.  
Ideado desde 1991 pero inaugurado en 1994, el hospital cuenta con 20 especializaciones pediátricas, cirugías de corta estancia, farmacia, rehabilitación y terapia física, Centro Integral de Psicología y Psicopedagogía Infantil, Clínica de Odontología Infantil, así como programas educativos enfocados en la nutrición y prevención.

## Historia
Un grupo de personas liderados por la Dra. Elizabeth Jones y el Dr. Gabriel Chong, iniciaron la fundación "Foundation for the Children of the Californias” en San Diego y Fundación para los Niños de las Californias, en Baja California.  La idea, en 1991, era crear un centro médico de beneficencia que atendiera a niños y jóvenes de hasta 18 años.
El gobierno de Baja California, en ese entonces siendo titular Ernesto Ruffo Appel, donó un terreno a un kilómetro de la Garita Internacional de Otay y a unos metros del Parque de la Amistad, para la construcción de, como primera fase, un hospital con áreas verdes  y juegos infantiles. En 1994 se construye la clínica de especialidades pediátricas y entre 1995 y 1996, un quirófano para cirugía ambulatoria, una clínica de oftalmología y el estacionamiento. 
En 2001, tras una recolección de recursos económicos, se inaugura el D.A.R.T.E (Acrónimo de: Análisis, Referencia, Tratamiento y Educación), Los años posteriores, se unieron más profesionales de la salud y los reconocimientos no dejaron de llegar; tal como sucedió en 2015, por parte del Consulado General de Estados Unidos en Tijuana.
En 2017, se llegó a la cifra de 500 mil pacientes atendidos. Entre 2020 y 2021, la directiva del hospital informó que se atendieron a mil 600 niños provenientes de Honduras, principalmente, como parte de las caravanas migrantes que han llegado a Tijuana desde 2017.

## TVTon
El TVton fue una serie de eventos televisivos cuyo objetivo es recaudar fondos para el Hospital Infantil de las Californias. Cada año diversas empresas privadas de la región se sumaban al evento para hacer donativos económicos. El programa contaba con una transmisión a través de la televisora local, Canal 12, desde distintos puntos de San Diego y Tijuana. Algo similar a lo que realiza el Teletón México, pero a nivel regional. 